# Campagnan
Campagnan är en kommun i departementet Hérault i regionen Occitanien i södra Frankrike. Kommunen ligger i kantonen Gignac som tillhör arrondissementet Lodève. År 2022 hade Campagnan 719 invånare.

## Befolkningsutveckling
Antalet invånare i kommunen Campagnan
Referens:INSEE